# Who Killed Davey Moore?
Who Killed Davey Moore? (Qui a tué Davey Moore ?) est une chanson écrite en 1963 par Bob Dylan. Elle ne figure pas sur les enregistrements publiés dans les années 1960 par Dylan, mais il l'a jouée régulièrement en concert. La chanson est finalement publiée sur disque en 1991 sur The Bootleg Series Volumes 1-3 (Rare and Unreleased) 1961-1991 puis en 2004 sur The Bootleg Series Vol. 6: Bob Dylan Live 1964, Concert at Philharmonic Hall. 
Who Killed Davey Moore? a été désignée « meilleure chanson sur le sport » par le magazine Sports Illustrated .

## Contexte
Le 21 mars 1963, le boxeur Davey Moore affronte Sugar Ramos. Moore meurt deux jours après le combat des suites d'un choc avec une corde du ring après un coup violent reçu dans le dixième round.

## Forme de la chanson
La chanson s'inspire de la forme de « Who Killed Cock Robin », une chanson enfantine anglaise. Chaque couplet présente les alibis d'une catégorie de l'environnement du boxeur : l'arbitre, les spectateurs, le parieur, le manager, le journaliste et le boxeur adverse qui expliquent chacun à leur tour pourquoi la mort de Moore n'est pas de leur faute.

## Autres versions
Who Killed Davey Moore? a été reprise en concert par Pete Seeger et a été traduite et chantée en français en 1966 par Graeme Allwright sous le titre Qui a tué Davy Moore ?. Cette version française a été reprise par Bernard Lavilliers en 2021, sous le même titre, dans son album Sous un soleil énorme.

## Postérité
Le 5 novembre 2021, François Morel s'inspire de la version française de cette chanson pour sa chronique sur France Inter à propos de Dinah Gonthier, adolescente s'étant suicidée peu de temps auparavant à la suite d'un harcèlement raciste et lesbophobe, où à l'instar des personnages évoqués dans la chanson, les personnes accusées par la famille d'être impliquées telles que les harceleurs, le personnel éducatif, les réseaux sociaux et le pouvoir politique se dédouanent de leur responsabilité dans l'affaire.